# Catedral de Albacete
La catedral de San Juan Bautista es una catedral de culto católico dedicada al patrón san Juan Bautista situada en la ciudad española de Albacete.
Tiene sus orígenes en un antiguo templo mudéjar de finales del siglo XIII, sobre el cual se comenzó a levantar en 1515 la actual catedral en estilo renacentista, de manera que el antiguo templo iba siendo demolido conforme el nuevo avanzaba, y no fue hasta 1949 cuando se terminó con su aspecto actual, con su exterior de estilos neorrománico y neogótico. 
Está situada en el centro histórico de la capital, sobre una antigua colina entre las plazas de la Catedral y Virgen de los Llanos, uno de los orígenes de la misma. Declarada Bien de Interés Cultural, es el templo principal y la sede episcopal de la diócesis de Albacete. Alberga su interior la imagen original de la Virgen de los Llanos, la patrona de la ciudad, donde es venerada.
En la decoración interior destacan, entre otros elementos, las pinturas realizadas por Casimiro Escribá que pueblan sus muros y que constituyen una de las mayores obras pictóricas del mundo realizadas por un único autor, las cuales están dedicadas a episodios de la Biblia.

## Historia

### Origen: el templo primitivo
El origen de la catedral se remonta a un antiguo templo TAL tardo-gótico o mudéjar dedicado a san Juan Bautista que existía en Albacete desde finales del siglo XIII, el cual sería reconvertido durante siglos en la actual Catedral de San Juan Bautista de Albacete. Pese a que el nuevo templo fue reconstruido por completo, se conserva del anterior un relieve encastrado en el muro exterior de la catedral, que representa la imagen original de la Virgen de los Llanos.

### El sigloXVIy la reconstrucción
En los primeros años del siglo XVI la antigua parroquia mudéjar de época medieval comenzó a ser demolida desde la cabecera hacia los pies, y en su lugar se empezó a levantar la fábrica actual, en principio gótica con un gran ábside central y otros dos laterales; después, tres naves de igual altura (Hallenkirche) y dos tramos; unos muros perimetrales con sus correspondientes pilares adosados; unas capillas laterales y unos grandes pilares que sostenían unas bóvedas de crucería, todo en el más estilo gótico final. Intervinieron artistas y canteros desde Enrique Egas, que vino de Toledo a tasar la obra, a otros artífices vascos (Pedro de Echevarría y Ortín Pérez).

### Implicación de los grandes maestros
Sin embargo, en 1538, ante el alarmante estado en que se encontraba la edificación por lo atrevido de sus bóvedas y la baja calidad de la piedra empleada, se acudió al «más grande maestro que había en Castilla de fama», el burgalés Diego de Siloé, maestro de la Catedral de Granada, que aconsejó la sustitución de aquellos pilares por unos nuevos soportes (columnas) que serían dibujadas por Jerónimo Quijano, maestro mayor del Obispado de Cartagena. El proceso de sustitución de unos pilares góticos por estas columnas clásicas supuso el desplome de las bóvedas de crucería y la paralización de las obras. 
En estos años centrales del siglo XVI aparecen otros artífices vascos trabajando en la construcción, como Juan de Aranguren, Pedro de Castañeda, Martín de Gazaga y Juan de Urquiaga. Hacia 1560 la obra quedaría interrumpida, pues todos los caudales se dedicarían a la construcción de la sacristía. La cubierta estaba hecha; los arcos, cerrados, pero las bóvedas no se cerrarían hasta 1690, de la mano del arquitecto de la Trasmiera, Gregorio Díaz de Palacios. 
En 1597 el obispo de la diócesis ordenó el levantamiento de un plano, hoy conservado en el Archivo Histórico Provincial de Albacete, donde se señalaba lo construido y lo que quedaba por hacer, es decir, dos columnas más y un cuarto tramo, más la fachada principal y la torre, que no llegaría a levantarse nunca.

### SigloXX: el templo adquiere una nueva fachada

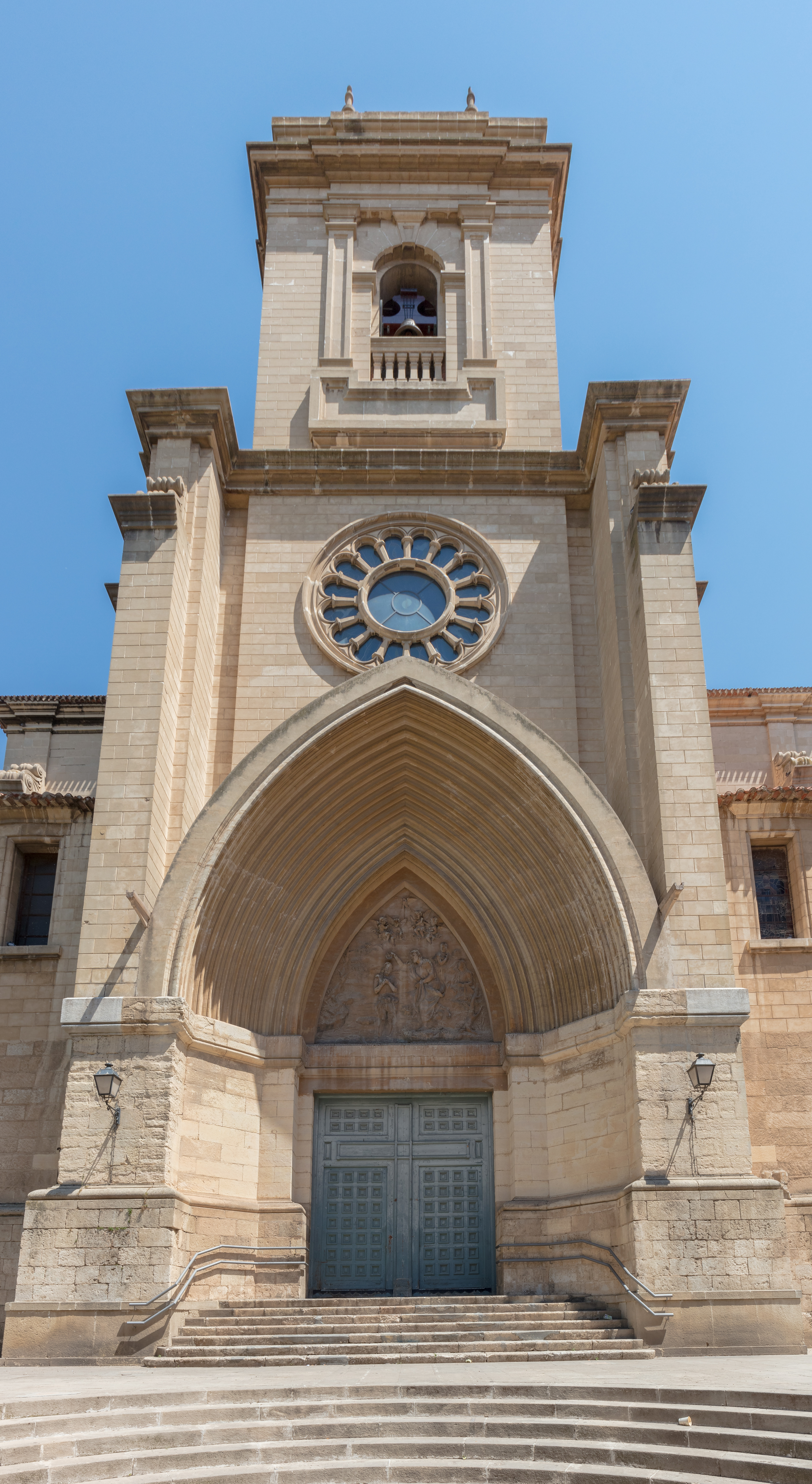
Portal

En la primera mitad del siglo XX se demolieron los últimos restos mudéjares que quedaban a los pies del templo y comenzó a levantarse la actual fachada, así como el tercer tramo, con lo que las segundas columnas quedaban exentas.
Durante la guerra civil, mientras se estaba levantando la fachada principal, y el tercer tramo, el templo fue saqueado y se perdieron numerosas obras artísticas, como el Gran Retablo Mayor, barroco, de inicios del siglo XVIII, donde se encontraba la Santísima Virgen de los Llanos; numerosas pinturas del siglo XVI y esculturas atribuidas a Salzillo (Dolorosa) o a sus seguidores (Jesús Nazareno, Beato Andrés Hibernón y otras).
En 1949, cuando se concluían las obras de la fachada, por la bula de Pío XII inter praecipua, se creó la diócesis de Albacete, erigiéndose en catedral de la nueva diócesis la antigua parroquia de San Juan Bautista.

### El sigloXXIde la restauración
Entre 2007 y 2009 el edificio de la catedral sufrió una gran restauración que consolidó la obra y recuperó en su belleza tanto las columnas como sus bóvedas. En 2014 la actual fábrica de San Juan Bautista celebró el quinto centenario de su construcción.

## Localización
La Catedral de San Juan Bautista de Albacete se encuentra enclavada en pleno centro de la capital, elevada sobre una antigua colina. La fachada principal (neogótica) da a la plaza de la Catedral, en la que también se encuentran la casa consistorial de Albacete o la casa de Hortelano, sede del Museo de la Cuchillería de Albacete. La fachada sur (neorrománica) da a la plaza Virgen de Los Llanos, en la que también se encuentra el Triunfo a la Virgen de los Llanos.

## Exterior

### Fachada neorománica

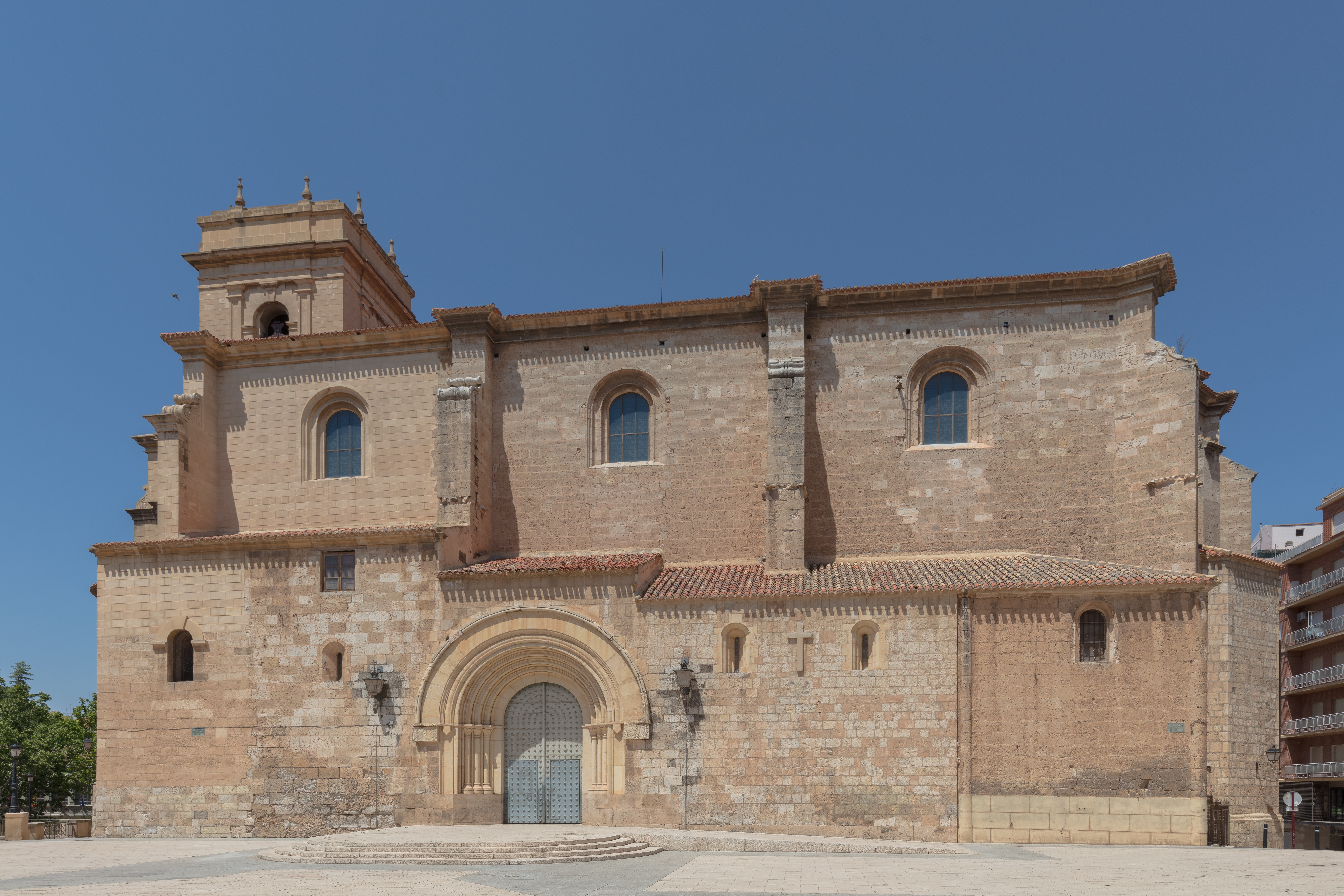
Fachada neorrománica

La catedral tiene dos fachadas. La de la cara sur tiene una portada de estilo neorrománico, la cual presenta tres arquivoltas de arco de medio punto sostenidas por tres columnas simples, con capiteles con motivos vegetales. 
En la fachada sur en el 2000 se construyó una estatua de la Virgen de los Llanos.

### Fachada neogótica

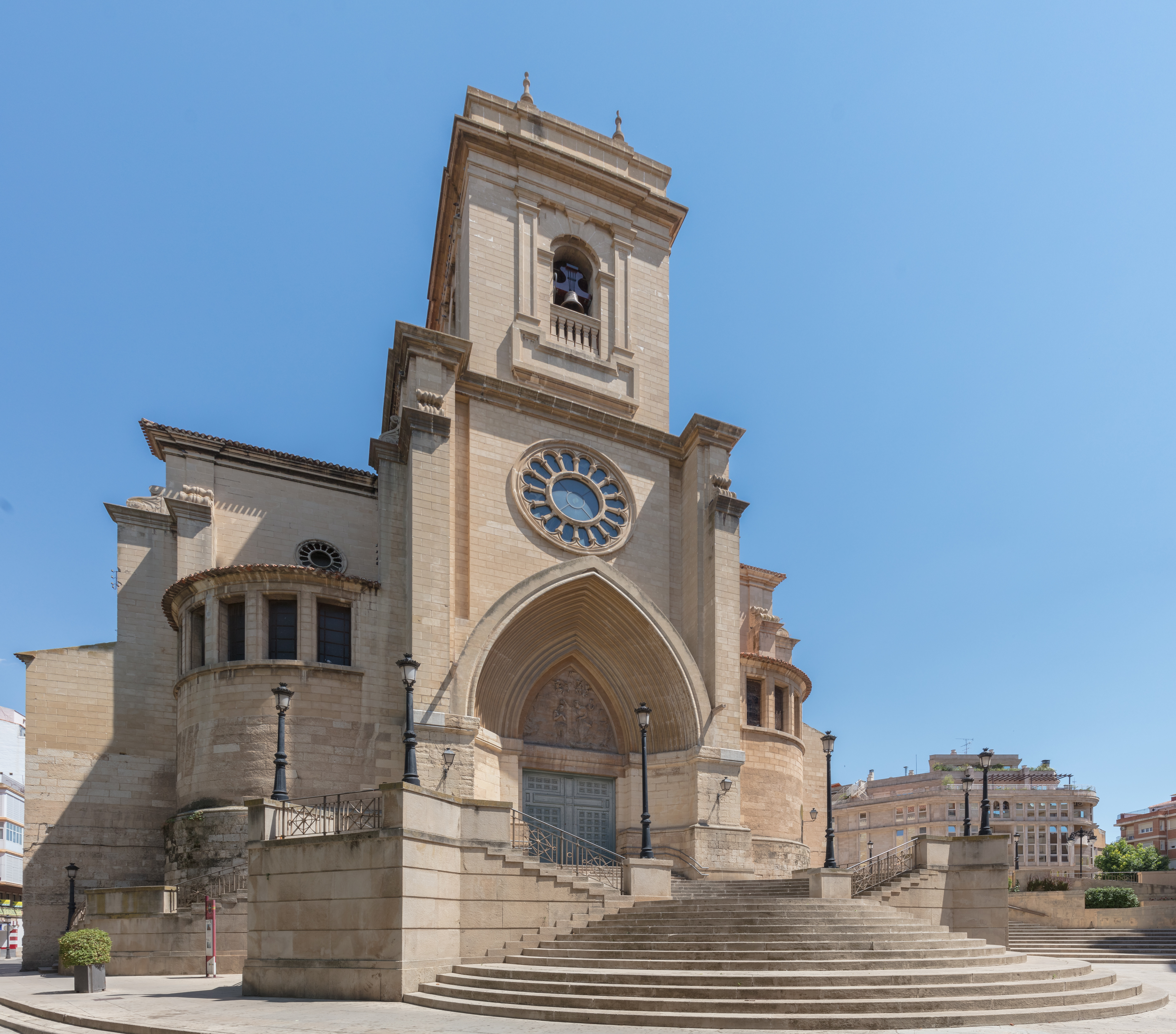
Fachada neogótica

La fachada principal es de estilo neogótico y en ella se sitúa la torre del campanario, de planta cuadrada, y la portada de arco apuntado, sobre la cual se sitúa un rosetón. En el tímpano de esta portada hay un relieve con el tema del bautismo.
En la plaza Virgen de los Llanos se encuentra una réplica de la Virgen de los Llanos y es en esa plaza en la procesión de mayo donde se saca a la santísima Virgen y ahí se canta el himno a la Virgen de los Llanos.

### Virgen desconocida

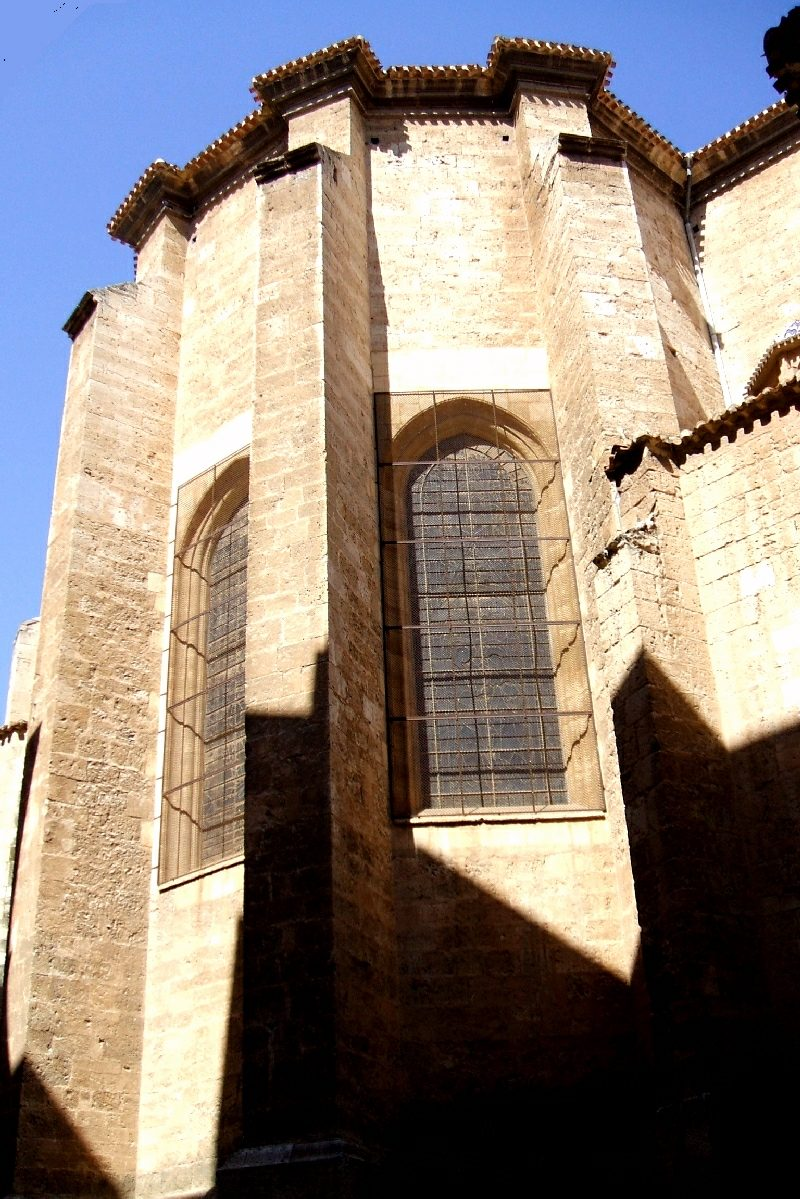
Ábside

Además en unos de los contrafuertes situados entre la bajada de San Juan y la plaza Virgen de los Llanos se encuentra un relieve de una Virgen (que no se sabe qué advocación tiene). Esa Virgen según cuenta la leyenda la esculpió un constructor musulmán de la Santa Iglesia Catedral allá por el año 1515 debido a que construyendo los contrafuertes de la catedral se cayó de los andamios y rotos sus huesos se le apareció la Virgen para sanarle, por lo que el musulmán agradeciendo a esta su ayuda, se convirtió al cristianismo y le hizo ese relieve en el contrafuerte donde se le apareció.

## Interior

### Naves, tramos y columnas jónicas

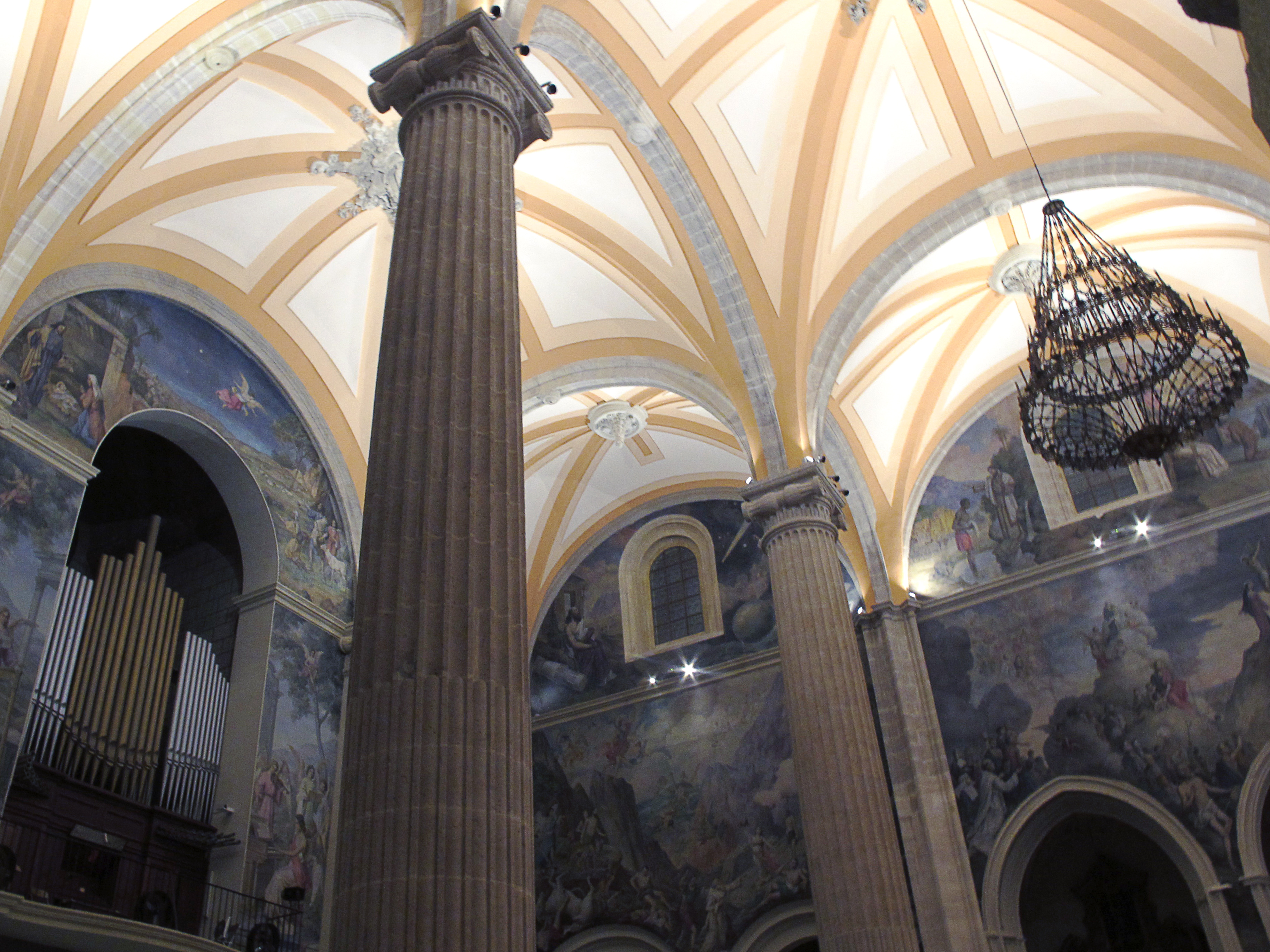
Órgano

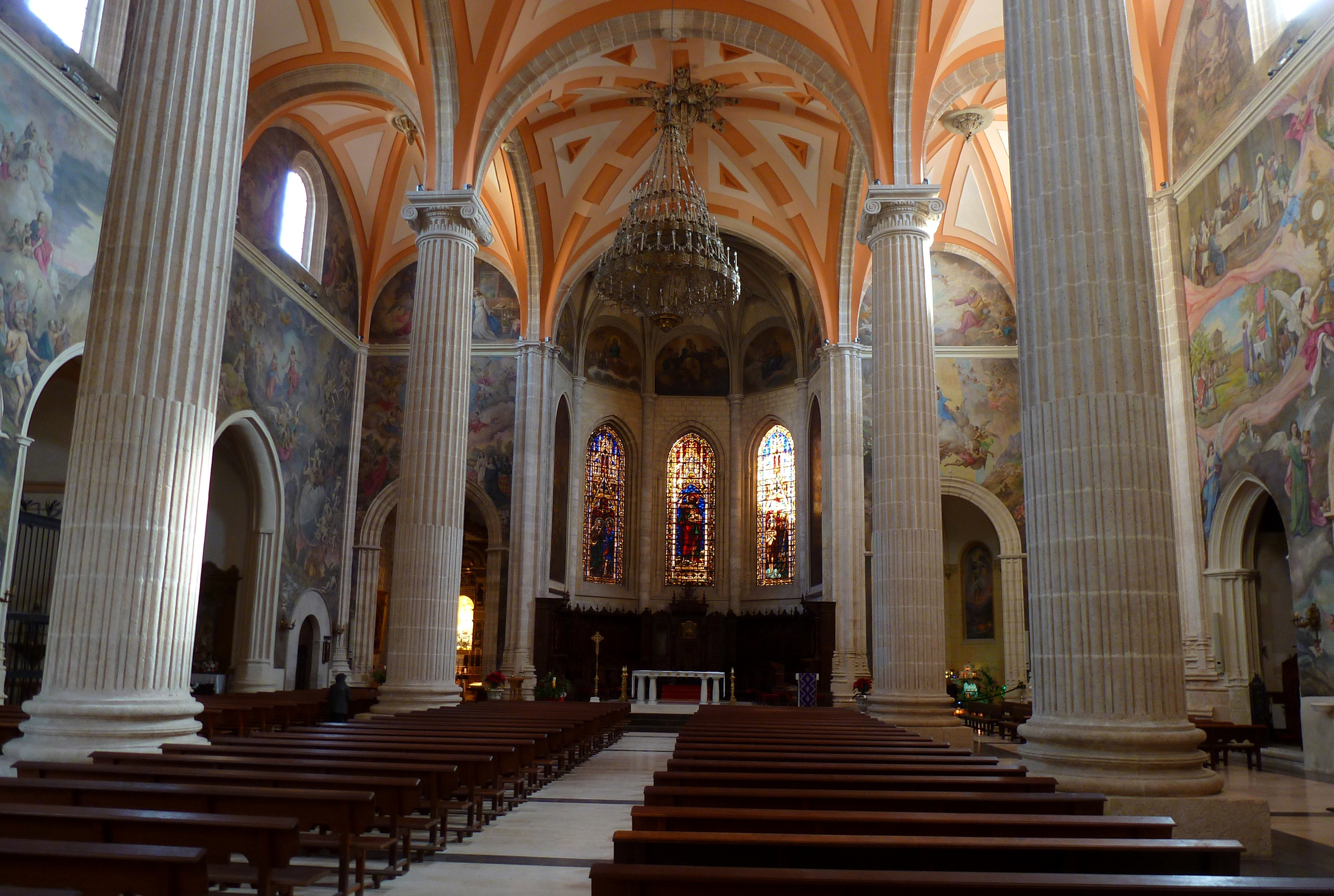
Columnas jónicas del Renacimiento diseñadas por Diego de Siloe y Jerónimo Quijano

En la actualidad el templo presenta tres naves y tres tramos separados por cuatro elegantísimas columnas jónicas de 13,65 m de altura, quizá las más hermosas del Renacimiento español, no en balde, técnicamente fueron diseñadas por Diego de Siloé y artísticamente por Jerónimo Quijano.

### Muros
Los muros perimetrales son góticos con pilares adosados y capillas cubiertas con bóvedas de crucería y algunas con columnas salomónicas.

### Bóvedas
Las bóvedas de las naves son de una gran exuberancia barroca, realizadas en 1690.

### Capilla mayor
La capilla mayor, de cinco paños, se cubre con bóveda de crucería gótica del siglo XVI. 

#### Vidrieras
En esta capilla mayor y en el lugar que ocupaba el desaparecido retablo barroco quemado en la guerra civil, se construyeron tres grandes vidrieras que representan: la del centro a san Juan Bautista, y las de los laterales, la Visitación y el Bautismo de Jesús. 

#### Cuadros de José María García
En los paños de acceso hay dos grandes cuadros originales de José María García fechados en 1862. Aunque tenían un gran marco cuando se construyeron las vidrieras, se les dio un remate ojival.

### Capilla de la Virgen de Los Llanos

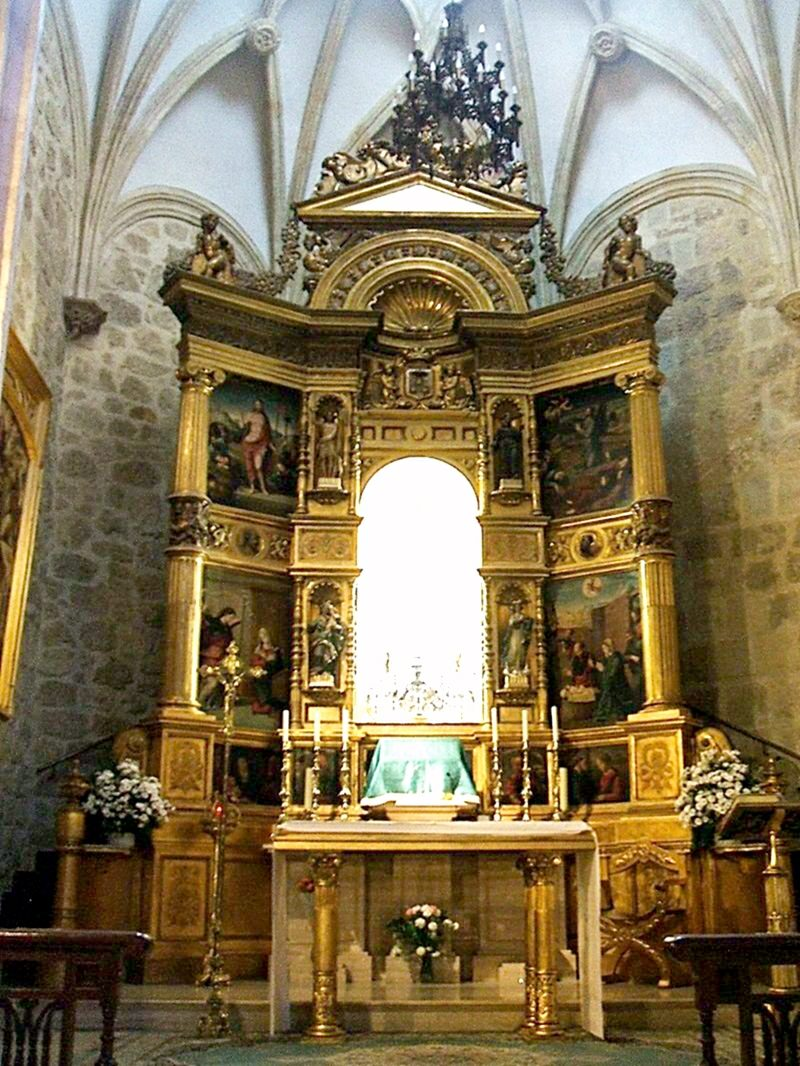
Retablo mayor de la catedral

La capilla absidal del lado del Evangelio –de la Virgen de los Llanos– tiene una curiosa bóveda de crucería con linterna superior además de una cúpula. 

#### Retablo renacentista
La Capilla de la Virgen de los Llanos guarda un bello retablo renacentista con tablas del Maestro de Albacete, pintor en la órbita de Hernando Yáñez de la Almedina y Hernando de los Llanos, que son La Anunciación, La Adoración de los Pastores, La Oración en el Huerto y la Resurrección, más las representaciones de Isaías y Salomón en la predella.

#### Imagen de la Virgen de Los Llanos
La imagen titular de la Virgen de los Llanos, patrona de Albacete, ofrece un aspecto barroco, aunque en su espalda guarda las cabezas de la Virgen y el Niño de la primitiva imagen gótica, del siglo XV, colocadas en el lugar en 1631.

#### Tabla del Juicio y monumento a Tabera y Araoz
En esta capilla hay una gran tabla del Juicio de San Miguel y el Juicio de Almas, del siglo XVI, y un monumento con el busto del primer obispo de Albacete, el cardenal Tabera y Araoz, del escultor Pérez Comendador.

### Capilla gótica
La primera capilla del lado de la Epístola tiene columnas helicoidales del gótico final. 

#### Bernardo de Ándujar
Aquí está el enterramiento del siglo XVI del obispo Bernardo de Andújar, que fue auxiliar del de Cartagena mientras el titular (Mateo Lang) acompañaba al emperador Carlos V. Otras capillas presentan variadas bóvedas estrelladas. Lamentablemente, durante la guerra civil, desaparecieron numerosas obras artísticas, entre ellas el gran retablo barroco mayor.

### Óleos de Casimiro Escribá

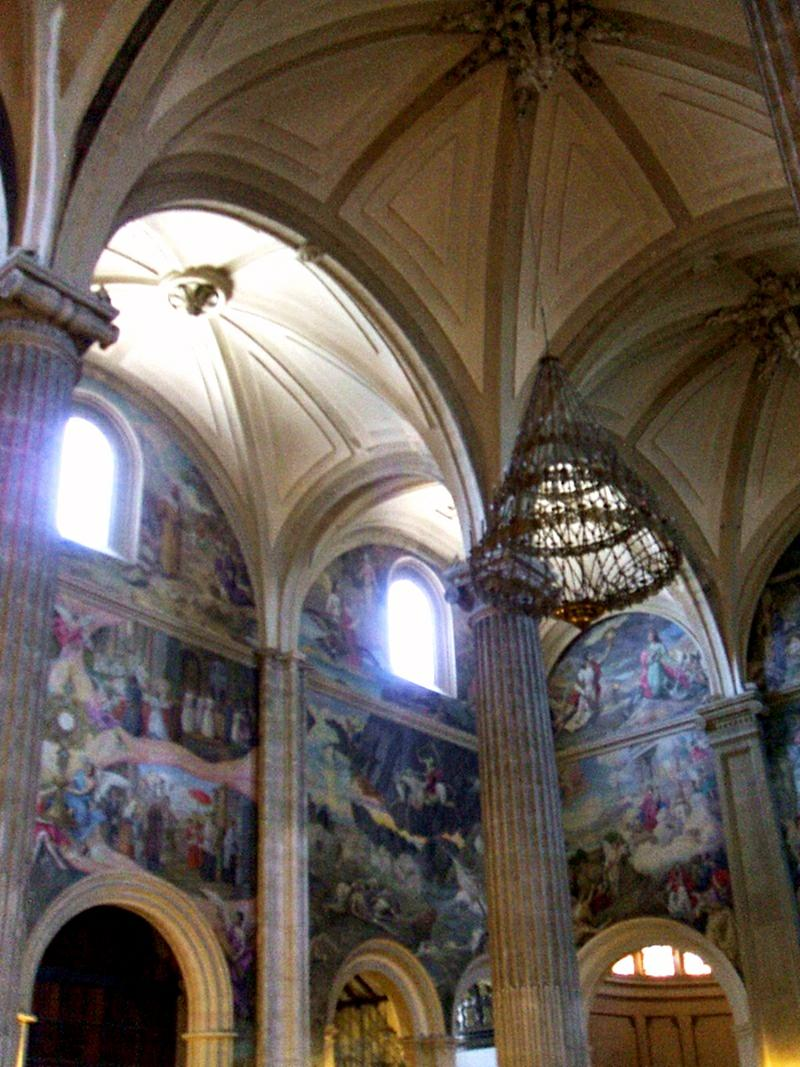
Detalle de los óleos de Casimiro Escribá que adornan la catedral

En 1958 el presbítero de Ayora, Casimiro Escribá, recibió el encargo de realizar la que aún es la mayor obra pictórica de un solo autor en todo el mundo: una serie de óleos sobre soporte de tela de lienzo imprimado, formando así once paramentos y lunetos con una superficie total de unos 1000 metros cuadrados (por delante de la Capilla Sixtina de Roma), que posteriormente fueron adheridos a los muros.

### Esculturas
En distintas capillas se veneran algunas obras escultóricas del imaginero valenciano José Díes López (Jesús Nazareno, Cristo de la Agonía, La Dolorosa, Descendimiento, Virgen de Cortes, Inmaculada Concepción, San José, Virgen de Loreto y San Juan Bautista). 
Un grupo escultórico importante es el Santo Entierro, del murciano Juan González Moreno. Destacan tres esculturas antiguas: la Virgen de los Llanos, patrona de la ciudad de Albacete, además de alcaldesa perpetua y abogada de la ciudad; la de la Virgen de la Estrella, depósito del Ayuntamiento de Albacete, que fue la titular de las antiguas casas consistoriales, y que es una bella talla barroca, napolitana, de mediados del siglo XVIII esculpida por Francisco Salzillo; y la Virgen de la Piedad, neoclásica, de inicios del siglo XIX, atribuida al catalán Adrián Ferrán, y que es una réplica de la conservada en el Monasterio de Valldemosa de Mallorca.

### Capillas de Jesús de Nazareno y Santa Rita
La Capilla de Jesús Nazareno, que en el siglo XVI fue del regidor Juan de Molina, se cierra con una hermosa reja fechada en 1581 y realizada por el herrero Agustín López. La de Santa Rita tiene una reja del siglo XX, del artífice albaceteño Tejados.

### Sacristía
La sacristía, situada en el ángulo noreste del edificio, se construyó en el siglo XVI, y ofrece un armónico espacio interno realizado por el cantero Juan Cubero, con artesonado plano de madera y cinco grandes grisallas murales que representan el Calvario, la Predicación del Bautista, la Magdalena ungiendo los pies a Cristo, la Consigna de las Llaves y la Conversión de San Pablo. Este conjunto pictórico es de un acentuado manierismo fechable en el último cuarto del siglo XVI; son de autor anónimo.
La sacristía es la parte más bella y antigua de la catedral, donde se encuentran tesoros vivos únicos en el mundo.

### Corpus Christi, cruz y ostensorio Lignum Crucis
Aunque no accesible al público, el templo guarda una importante custodia para el Corpus Christi, realizada entre 1581 y 1583 por el platero murciano Bernardo Muñoz, así como una bella cruz procesional y un ostensorio con el Lignum Crucis, ambas piezas también del siglo XVI.

### Cálices, juego de altar y corona de la Virgen de los Llanos
Asimismo, hay algunos cálices del siglo XVII y un hermoso juego de altar de 1861 del platero madrileño Juan Sellán. De las mismas fechas es la corona de la Virgen de los Llanos, también madrileña, donada por la condesa de Villaleal y obra de Francisco Moratilla.

## La Virgen de los Llanos

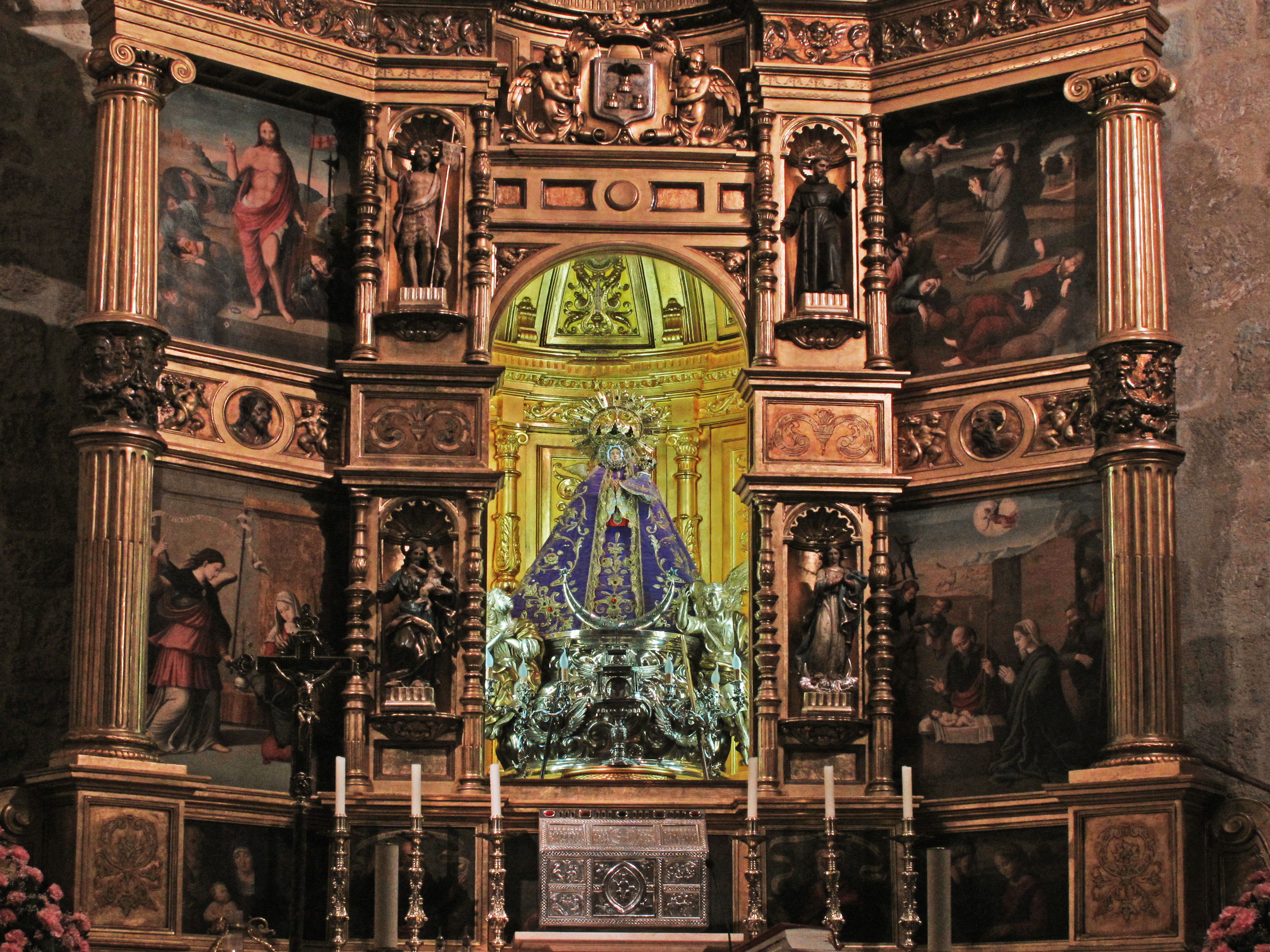
Capilla de la Virgen de los Llanos, la patrona de Albacete

La Virgen de los Llanos, la patrona de Albacete, tiene su sede oficial en la capilla de la Virgen de los Llanos de la Catedral de San Juan Bautista de Albacete. 
Según reza la tradición popular y más extendida, su imagen fue encontrada en época indeterminada por un labrador en el paraje de Los Llanos, o sea, Albacete. Otras fuentes enriquecen fantásticamente la leyenda diciendo que la escultura fue realizada por san Lucas y escondida por Santiago hacia el 722 d. C.
Hay otra hipótesis, más verosímil, que indica que la imagen fue trasladada a Albacete por los soldados de Jaime II de Aragón, al conquistar esta región en 1296, comenzando desde entonces el culto y veneración de ésta.